# IEC 62056
DLMS（全称Device Language Message Specification，配电线报文规范）是一套由“DLMS User Association（页面存档备份，存于）”开发维护的应用层规范标准，目前已被IEC TC13 WG14纳入IEC 62056系列标准之中。COSEM（全称：Companion Specification for Energy Metering）涵盖了DLMS规约的传输与用户层规范。
DLMS独立于应用层以下的各个低层，因而也就与通信信道无关，设计用于在计算机集成环境中支持与（能量）分配设备间的消息交换，是由IEC TC57建立并以IEC 61334-4-41发布的国际标准。这个概念被进一步发展成为设备语言报文规范，其目的在于为结构化建模和仪表数据交换提供一个互操作环境，支持任何能量类型如电、水、气或热的计量，应用于远程抄表、远程控制以及增值服务。
DLMS用户联盟制定了三份规范文档，分别称为绿皮书、黄皮书和蓝皮书。IEC定义的所有DLMS规格文档均以“Electricity metering - Data exchange for meter reading, tariff and load control.” 为标题，包括以下文档：
- IEC 62056-21: Direct local data exchange (3d edition of IEC 61107) describes how to use COSEM over a local port (optical or current loop)
- IEC 62056-42: Physical layer services and procedures for connection-oriented asynchronous data exchange
- IEC 62056-46: Data link layer using HDLC protocol
- IEC 62056-47: COSEM transport layers for IPv4 networks
- IEC 62056-53: COSEM Application layer
- IEC 62056-61: Object identification system (OBIS)
- IEC 62056-62: Interface classes

## IEC 62056-21
IEC 62056-21是一种供计算机读取仪表数据的国际通讯规约，被设计成可以通过包括Internet在内的各种媒体完成数据通信。仪表通过串口向掌抄设备发送ASCII或（HDLC数据）。物理层通常会使用红外收发或有线20mA电流环信号实现，全双工通讯。
当操作员使用掌抄朝向仪表的半透明面板按下读表按钮或将掌抄插入仪表总线插槽时，抄表过程通常耗时一至两秒。
首先需要经历一个“sign on”步骤，手持设备通过此步骤向仪表表明自身身份。在sign-on过程中，首先由掌抄设备为仪表编址。仪表与手持式设备需要事先约定好数据收发的最大桢长度、是否允连续发送许多桢而无须分别确认、双方所能达到最大通讯速率等参数。然后仪表将在允许的加密级别（无／低／高）范围内上报自身各项参数。
如果所召测数据属于无加密组，只要使用Get.Request即可应答掌抄所召测的数据。
如果属于低加密组，必须在解读数据前进行密码和身份认证。
如果属于高加密组，仪表会使用加密报文对掌抄进行验证，掌抄必须回答相应的密码。只有当密码交换正确时，仪表方能接受掌抄，即掌抄已经被“signed on”。
完成“sign on”之后，掌抄通常要读取电表的描述文字。确定记录电表当前数据的量纲（例如：千瓦时、兆焦耳、升）以及仪表精度级别。偶尔制造商还会提出新的待测物理量，在这种情况下，可以在仪表定义域中添加新的数据类型。大多数仪表具有用于校表和复位的特殊工作模式，通常还要采取某些保护措施防止不法分子利用这些特殊工作模式修改仪表读数（例如使用限位开关探测仪表外壳是否被撬）。
掌抄还能够在允许的范围内修改仪表的部分参数。
之后掌抄发送sign-off报文结束通讯。另外，如果超出事先约定的应答时限，即使没有sign-off报文，电表也将自动结束当前回话。